# Дестройерс
«Дестро́йерс» (исп. Club Destroyers) — боливийский футбольный клуб из города Санта-Крус-де-ла-Сьерра. С 2018 года выступает в высшем дивизионе чемпионата Боливии.

## История

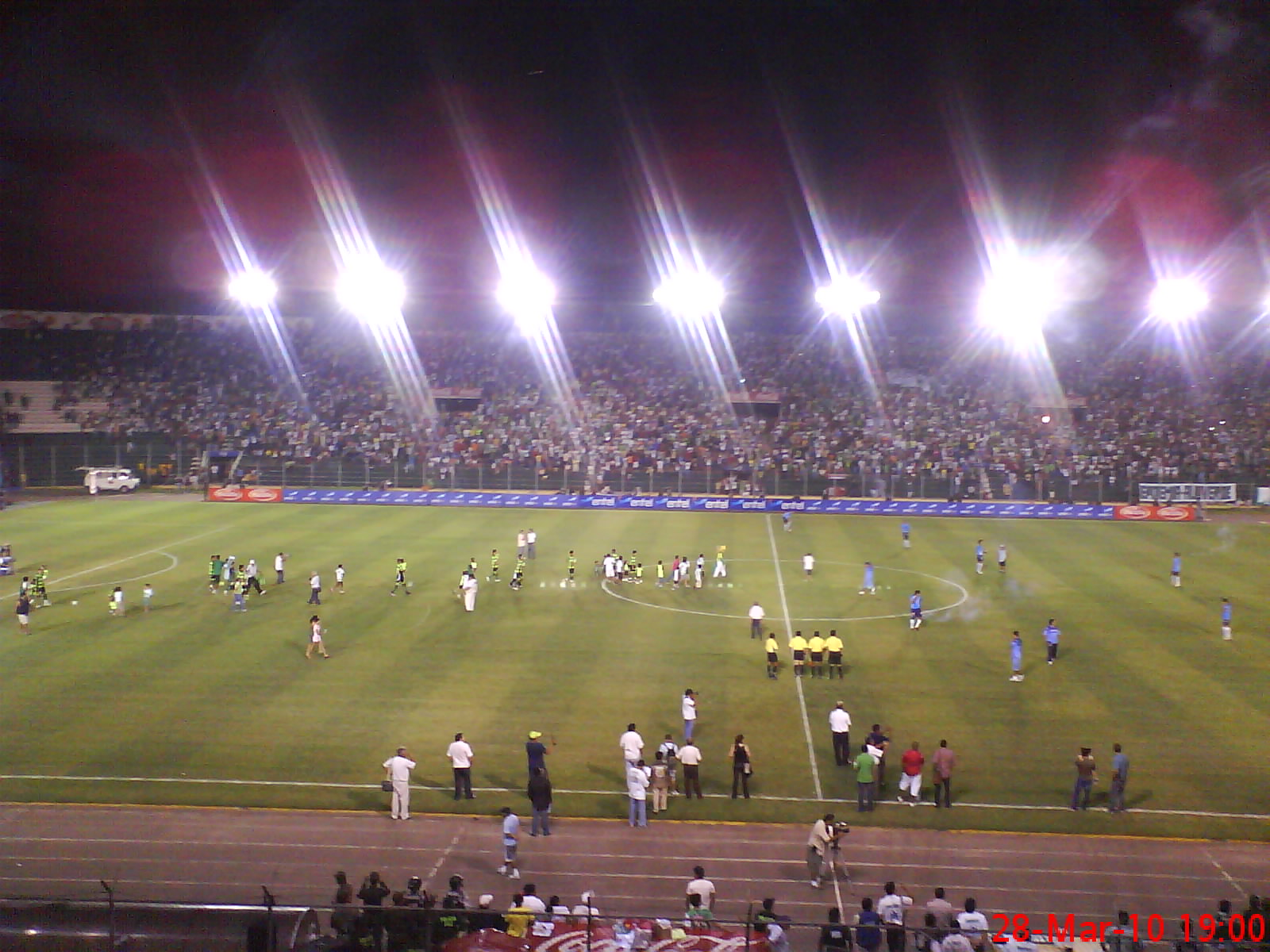
Стадион «Рамон Тауичи Агилера»

Клуб был основан 14 сентября 1948 года. В высшем футбольном дивизионе Боливии команда выступала в сезонах 1985-99, 2005-07 и с 2018 года, заняв второе место в Кубке Симона Боливара (Второго дивизиона Боливии) и пройдя клуб «Петролеро» в стыковых матчах за участие в элите. За свою историю клуб ни разу не становился чемпионом Боливии. Наивысшее достижение — третье место в сезонах 1986 и 1987. По итогам сезона 2019 «Дестройерс» покинул Примеру, вылетев в Кубок Симона Боливара.
Цвета клуба — жёлтый и чёрный. Домашние матчи команда проводит на стадионе «Рамон Тауичи Агилера», вмещающем 35 000 зрителей.

## Достижения
- Победитель Кубка Симона Боливара (Второй дивизион) (1): 2004